# Michael Schwerner
 (mars 2016).
Pour les articles homonymes, voir Schwerner.
Michael Henry Schwerner, né le 6 novembre 1939 et mort le 21 juin 1964, était l'un des trois membres du Council of Federated Organizations (COFO)  tués à Philadelphia (Mississippi) par des membres du Ku Klux Klan opposés à leur travail visant à enregistrer les Afro-Américains du Mississippi sur les listes électorales, triple assassinat connu sous le nom des Freedom Summer Murders / Meurtres de la Freedom Summer. 
Dans le film d'Alan Parker Mississippi Burning (1988), son rôle est incarné par l'acteur Geoffrey Nauftts.

## Biographie
Né et élevé dans le judaïsme, Schwerner suit la Pelham Memorial High School, à Pelham. Il est appelé Mickey par des amis. Sa mère est professeur de sciences à l'école secondaire New Rochelle et son père, homme d'affaires. 
Schwerner fait ses études à la Michigan State University, dans l'intention de devenir vétérinaire. Puis il part à l'université Cornell et abandonne ses études de vétérinaire pour faire de la sociologie. Alors étudiant à Cornell, il rejoint la fraternité Alpha Epsilon Pi. Il fait des études supérieures à l'École de travail social à l'université Columbia.
Dans son enfance, il se lie d'amitié avec Robert Reich, plus tard secrétaire au Travail des États-Unis.